# Рычагов, Андрей Валерьевич (шахматист)
Андрей Валерьевич Рычаго́в (род. 3 августа 1979) — российский шахматист, гроссмейстер (2006). Тренер.
Выпускник Московского авиационного технологического института им. К. Э. Циолковского (2001). В 2012 году окончил курсы профессиональной переподготовки в Российском государственном социальном университете. 
Участник суперфинала чемпионата России по шахматам 2007 года (занял 11-е место).
Наибольших успехов достиг в командных соревнованиях. В составе команд «Дворец», «Мэрия» и «Евразия Логистик» неоднократно становился чемпионом Москвы. В составе команды «Евразия-Логистик» победитель высшей лиги Чемпионата России среди клубных команд (Дагомыс, 2008), в составе команд «Мэрия» и «Нарзан» выигрывал бронзовые медали этого соревнования (в 2005 и 2010 гг. соответственно).
На протяжении нескольких лет успешно выступал за греческий клуб «EES Korydallou»: в 1998 году стал чемпионом Греции в команде (параллельно получил «золото» в индивидуальном зачёте), в 2001 году стал бронзовым призёром данного соревнования. Также в составе этого клуба выиграл золото и серебро в индивидуальном зачёте в 2000 и 1999 гг. соответственно.
Работает тренером в ДЮСШ им. М. М. Ботвинника (располагается на территории бывшего Дворца пионеров на Воробьёвых горах, г. Москва).

## Спортивные достижения
| Год  | Город      | Турнир                | + | − | = | Результат | Место |
| ---- | ---------- | --------------------- | - | - | - | --------- | ----- |
| 2003 | Красноярск | 56-й чемпионат России | 2 | 3 | 4 | 4 из 9    | 43—63 |
| 2007 | Москва     | 60-й чемпионат России | 1 | 4 | 6 | 4 из 11   | 11    |

## Изменения рейтинга
| Графики недоступны из-за технических проблем. См. информацию на Фабрикаторе и на mediawiki.org. |